# Liste des séries parues dans le Monthly Shōnen Sirius
Cette page annexe liste l'ensemble des séries de manga étant ou ayant été prépubliées dans le magazine bimestriel Monthly Shōnen Sirius de l'éditeur Kōdansha.

## Mode d'emploi et cadre de recherche
- Le tableau est triable.
  - Le tableau est, par défaut, affiché dans l'ordre d'apparition. Les 1re et 5e colonnes (« No  » et « Première publication ») trient dans le même ordre.
  - Les séries en cours apparaissent en fin de tableau si le tri est effectué selon la 6e colonne. Elles sont triées entre elles par ordre de première publication.
  - Des clés de tri en hiragana sont utilisées pour la 2de colonne.
  - Les 7e et 8e colonnes disposent d'un système de clés de tri afin de ne pas avoir de diacritique.
- Les 5e et 6e colonnes sont sous la forme « aaaa.nn » où « aaaa » désigne l'année et « nn » le numéro de la publication à prendre en compte.
  - S'il s'agit d'un numéro double, il apparait sous la forme « aaaa.nn/NN » où NN désigne le second numéro.
  - Une balise d'appel de références est automatiquement créée pour chaque année utilisée dans le tableau, il est toutefois nécessaire de créer la référence correspondante en fin de page.
- Deux couleurs sont utilisées dans le tableau pour signaler les manga en cours de publication lors de la dernière mise à jour :

|  | Manga en cours de publication le 24 janvier 2013 ; |

|  | Manga transféré dans un autre magazine et encore en cours de publication le 24 janvier 2013. |

- La 4e colonne (« Titre français ») n'est remplie que s'il existe un titre officiel en français choisi par un éditeur francophone.
- Les liens vers les articles en français se font dans la 4e colonne si elle est remplie, dans la 3e sinon.
- Les liens vers les articles en japonais n'existent que si l'article existe.
- Chaque année, groupe de hiragana ou lettre dispose d'une ancre. Après avoir trié selon ses désirs le tableau, il est possible de faire une recherche grâce au cadre ci-dessous.

| Type                    | Type                    | Liens                                                                                                 | Pour les colonnes                                                                           |
| ----------------------- | ----------------------- | --- | ------------------------------------------------------------------------------------------- |
| Par ordre chronologique | Par ordre chronologique | - 2005 - 2006 - 2007 - 2008 - 2009 - 2010 - 2011 - 2012 - 2013                                        | No , Première publication, Dernière publication                                             |
| Par ordre chronologique | Par ordre chronologique | En cours                                                                                              | Dernière publication                                                                        |
| Titre                   | Par ordre numérique     | 0 à 9                                                                                                 | Titre japonais, Transcription, Traduction, Titre français, Auteur (dessinateur), Scénariste |
| Titre                   | Par ordre syllabaire    | - あ - か - さ - た - な - は - ま - や - ら - わ - ん                                                | Titre japonais                                                                              |
| Titre                   | Par ordre alphabétique  | - A - B - C - D - E - F - G - H - I - J - K - L - M N - O - P - Q - R - S - T - U - V - W - X - Y - Z | Transcription, Traduction, Titre français, Auteur (dessinateur), Scénariste                 |

## Liste
Liste des séries ayant été pré-publiées dans le Monthly Shōnen Sirius.
| No     | Titre japonais                             | Transcription                                         | Titre français         | Première publication | Dernière publication | Auteur (Dessinateur) | Scénariste        |
| ------ | ------------------------------------------ | ----------------------------------------------------- | ---------------------- | -------------------- | -------------------- | -------------------- | ----------------- |
| 000 c  | んんん                                     | zzzzz                                                 | 2011                   | 2011.00              | 2011.00              | zzzzz                | zzzzz             |
| 001    | テレパシー少女「蘭」                       | Telepathy Shōjo 'Ran'                                 | —                      | 2005.07              | 2009.05              | Toshitsugu Iida      | Atsuko Asano      |
| 002    | ぼくと未来屋の夏                           | Boku to miraiya no natsu                              | —                      | 2005.07              | 2006.09              | Itoe Takemoto        | Kaoru Hayamine    |
| 003    | 幽霊旅行代理店 ソウルメイトツーリスト      | Yūrei Ryokōdairiten Soul Mate Tourist                 | —                      | 2005.07              | 2007.07              | Yayoi Furudori       | Arata Nemoto      |
| 004    | 夏の魔術                                   | Natsu no majutsu                                      | —                      | 2005.07              | 2007.03              | Keiko Fukuyama       | Yoshiki Tanaka    |
| 005    | 風の館の物語                               | '                                                     | —                      | 2005.07              | 2010.02              |                      | —                 |
| 006    | トリプルプレイ助悪郎                       | '                                                     | —                      | 2005.07              | 2005.12              |                      | —                 |
| 007    | Double Cross 〜裏切りの十字架〜            | Double Cross                                          | —                      | 2005.07              | 2005.12              | Rintarū Asahi        | —                 |
| 008    | BAROQUE 〜バロック〜                       | Baroque                                               | —                      | 2005.07              | 2013.01              | Yayoi Ogawa          | —                 |
| 009    | 時間救助隊TIMER3                           | Jikan kyūjotai timer 3                                | —                      | 2005.07              | 2006.11              | Tatsuki Nūda         | —                 |
| 010    | ロボとうさ吉                               | Robo to usakichi                                      | Space Travelers        | 2005.07              | 2006.11              | Kazue Katō           | —                 |
| 011    | もえちり!                                  | Moe chiri!                                            | —                      | 2005.07              | 2006.12              | Shigeru Dotaka       | —                 |
| 012    | 炎天のいろは                               | Enten iroha                                           | —                      | 2005.07              | 2007.05              | Minoru Sasaki        | —                 |
| 013    | 圏外です♥                                  | Kengai desu                                           | —                      | 2005.07              | 2007.12              | Kūshi Ichiba         | —                 |
| 014    | Dear Monkey 西遊記                         | Dear Monkey Saiyūki                                   | —                      | 2005.07              | 2007.12              | Sanjirū Shirai       | —                 |
| 015    | Aventura                                   | Aventura                                              | —                      | 2005.07              | —                    | Shin Midorikawa      | —                 |
| 016    | 0→1Rebirth                                 | '                                                     | —                      | 2005.07              | 2007.05              |                      | —                 |
| 017    | 龍眼 -ドラゴンアイ-                        | Ryūgan – Dragon Eye -                                 | —                      | 2005.07              | 2008.04              | Kairi Fujiyama       | —                 |
| 018    | 21世紀番長                                 | '                                                     | —                      | 2005.08              | 2006.01              |                      | —                 |
| 019    | 魔法使いのたまごたち                       | Mahotsukai no tamagotachi                             | —                      | 2005.08              | 2007.08              | Misaki Ishikawa      | Go Zappa          |
| 020    | 魔女っ娘つくねちゃん+                      | Majokko Tsukune-chan Chaos                            | —                      | 2005.08              | 2006.05              | Hiroaki Magari       | —                 |
| 021    | あくはむ                                   | Aku hamu                                              | —                      | 2005.08              | 2008.04              | Satoshi Arai         | —                 |
| 022    | 怪物王女                                   | Kaibutsu Ōjo                                          | Princesse Résurrection | 2005.08              | 2013.04              | Yasunori Mitsunaga   | —                 |
| 023    | 四季使い                                   | Shiki tsukai                                          | —                      | 2005.09              | 2011.11              | Yūna Takanagi        | Tōru Zekū         |
| 024    | はりだま退魔塾                             | Haridama taimajuku                                    | —                      | 2005.09              | 2006.01              | Atsushi Suzumi       | —                 |
| 025    | 鉄甲神剣ゴウジン                           | Tetsukō shinken gōjin                                 | —                      | 2005.09              | 2006.06              | Michiro Ueyama       | —                 |
| 026    | 海の人                                     | Umi no hito                                           | —                      | 2005.09              | 2006.03              |                      | —                 |
| 027    | RaPuTEKI                                   | Raputeki                                              | —                      | 2005.10              | 2006.08              | Masashi Hazama       | —                 |
| 028    | 乱飛乱外                                   | Rappi rangai                                          | Rappi Rangai           | 2005.10              | 2011.04              | Hosana Tanaka        | —                 |
| 024 c  | んんん                                     | zzzzz                                                 | 2006                   | 2006.00              | 2006.00              | zzzzz                | zzzzz             |
| 029    | ZeRoNの火蓋 〜無垢なる魔神の物語〜         | Zeron no hibuta – Mukunaru majin monogatari           | —                      | 2006.01              | 2007.04              | Hajime Jinguji       | —                 |
| 030    | 未来からのヒットマン おいちょカブ!         | '                                                     | —                      | 2006.02              | 2006.10              |                      | —                 |
| 031    | 夜桜四重奏 〜ヨザクラカルテット〜          | Yozakura shijūsō                                      | Yozakura Quartet       | 2006.03              | —                    | Suzuhito Yasuda      | —                 |
| 032    | 銃姫 -Sincerely Night-                     | Jūhime - Sincerely Night                              | —                      | 2006.04              | 2008.09              | Kei Ichimonji        | Madoka Takadono   |
| 033    | ふぁにぃみゅうじあむ                       | Funny Museum                                          | —                      | 2006.06              | 2008.05              | Hakubayashi          | —                 |
| 034    | アメフラシ                                 | Amefurashi                                            | —                      | 2006.08              | 2007.08              | Atsushi Suzumi       | —                 |
| 035    | 魔女っ娘つくねちゃん ぜろ                  | '                                                     | —                      | 2006.10              | 2008.11              |                      | —                 |
| 031 c  | んんん                                     | zzzzz                                                 | 2007                   | 2007.00              | 2007.00              | zzzzz                | zzzzz             |
| 036    | XBLADE                                     | XBlade                                                | XBlade                 | 2007.01              | —                    | Satoshi Shiki        | Tatsuhiko Ida     |
| 037    | ゆうやみ特攻隊                             | Yūyami tokkōtai                                       | —                      | 2007.01              | —                    | Rensuke Oshikiri     | —                 |
| 038    | 怪談と踊ろう、そしてあなたは階段で踊る     | Kaidan to odorō                                       | —                      | 2007.03              | 2007.10              | Beam Nozawa          | 07 Ryukishi       |
| 039    | ルート225                                  | Route 225                                             | —                      | 2007.03              | 2008.03              | Takako Shimura       | Chiya Fujino      |
| 040    | LOBOS                                      | Sengoku senjutsu senki lobos                          | —                      | 2007.04              | 2009.06              | Akiko Akiyama        | —                 |
| 041    | パプリカ                                   | Paprika - The Dream-Child                             | —                      | 2007.05              | 2007.07              | Eri Sakai            | —                 |
| 042    | アルト                                     | Alto                                                  | —                      | 2007.06              | 2008.08              | Minato Koio          | —                 |
| 043    | メイド戦記                                 | Maid Senki                                            | —                      | 2007.06              | 2011.04              | Ran                  | —                 |
| 044    | マコちゃんのリップクリーム                 | Mako-chan no lip cream                                | —                      | 2007.07              | —                    | Namie Odama          | —                 |
| 045    | できそこないの物語                         | Dekisokonai no monogatari                             | —                      | 2007.09              | 2010.10              | Kei Hakomiya         | —                 |
| 046    | 将国のアルタイル                           | Shōkoku no altair                                     | —                      | 2007.09              | —                    | Kotono Katū          | —                 |
| 047    | 空色動画                                   | Sorairo dōga                                          | —                      | 2007.10              | 2009.04              | Yukiwo Katayama      | —                 |
| 048    | 橋姫プレイ専科                             | Hashihime purei senka                                 | —                      | 2007.11              | 2008.04              | Sayuri Segawa        | —                 |
| 049    | まじもじるるも                             | Majimoji rurumo                                       | —                      | 2007.11              | —                    | Wataru Watanabe      | —                 |
| 045 c  | んんん                                     | zzzzz                                                 | 2008                   | 2008.00              | 2008.00              | zzzzz                | zzzzz             |
| 050    | ケンたま                                   | Kon tama                                              | —                      | 2008.01              | 2008.06              | Satoshi Ueda         | —                 |
| 051    | ルリアーにゃ!!                             | Rulia nya!!                                           | —                      | 2008.01              | 2011.06              | Tatsunari Ichii      | —                 |
| 052    | 世界制服セキララ女学館                     | Sekai seifuku sekirara jogakkan                       | —                      | 2008.02              | 2010.01              | Asato Mizu           | —                 |
| 053    | すずめのなみだ                             | Suzume no namida                                      | —                      | 2008.02              | 2010.09              | Hyūga                | —                 |
| 054    | 論理少女                                   | Ronri shōjo                                           | —                      | 2008.04              | 2011.02              | Kaname Tsuji         | —                 |
| 055    | タイタニア                                 | Tytania                                               | —                      | 2008.05              | 2011.12              | Gantetsu             | Yoshiki Tanaka    |
| 056    | ふぁにぃわーるど                           | Funny World                                           | —                      | 2008.06              | 2009.05              | Hakubayashi          | —                 |
| 057    | リアライズ                                 | Realize                                               | —                      | 2008.08              | 2010.02              | Beam Nozawa          | Tatsuya Takahashi |
| 058    | ポチッと!                                  | Pochitto!                                             | —                      | 2008.10              | 2009.09              | Kūshi Ichiba         | —                 |
| 059    | 僕の後ろに魔女がいる                       | Boku no ushiro ni majo ga iru                         | —                      | 2008.10              | —                    | Hitsuji Yamada       | —                 |
| 060    | 獣の奏者                                   | Kemono no sōja                                        | —                      | 2008.12              | —                    | Itoe Takemoto        | Nahoko Uehashi    |
| 061    | 雷獣シシマル                               | Raijū shishimaru                                      | —                      | 2008.12              | 2009.05              |                      | —                 |
| 057 c  | んんん                                     | zzzzz                                                 | 2009                   | 2009.00              | 2009.00              | zzzzz                | zzzzz             |
| 062    | 射雕英雄伝EAGLET                           | Shachō eiyūden eaglet                                 | —                      | 2009.03              | 2010.12              | Sanjirū Shirai       | Jin Yong          |
| 063    | ハイブリッドさふぁり                       | Hybrid Safari                                         | —                      | 2009.04              | 2009.07              | Enn Sachizaki        | —                 |
| 064    | NECROMANCER                                | Necromancer                                           | —                      | 2009.05              | 2011.03              | Shina Soga           | —                 |
| 065    | ちょいひめ                                 | Choi hime                                             | —                      | 2009.06              | 2011.02              | Haruka Oku           | —                 |
| 066    | へる↓↑てん                                 | Heru↓↑ten                                             | —                      | 2009.07              | 2009.09              | Keisuke Motoe        | —                 |
| 067    | 四方世界の王                               | Shihō sekai no ō                                      | —                      | 2009.12              | —                    | Takashi Amane        | Shinji Sadakane   |
| 063 c  | んんん                                     | zzzzz                                                 | 2010                   | 2010.00              | 2010.00              | zzzzz                | zzzzz             |
| 068    | オイレンシュピーゲル                       | Eulen Spiegel                                         | —                      | 2010.02              | —                    | Hikaru Nikaidū       | Tow Ubukata       |
| 069    | やみのさんしまい                           | Yami no sanshimai                                     | —                      | 2010.02              | —                    | Yosuke Nagase        | —                 |
| 070    | セレスティアルクローズ                     | Celestial Clothes                                     | —                      | 2010.08              | —                    | Etorōji Shiono       | —                 |
| 071    | お嬢様は武道会で踊る                       | Ojōsama wa budōkai de odoru                           | —                      | 2010.09              | 2011.01              | Keisuke Motoe        | —                 |
| 072    | 銃姫 -Phantom Pain-                        | Jūhime - Phantom Pain                                 | —                      | 2010.11              | —                    | Kaya Kuramoto        | Madoka Takadono   |
| 068 c  | んんん                                     | zzzzz                                                 | 2011                   | 2011.00              | 2011.00              | zzzzz                | zzzzz             |
| 073    | ダテンシダブリエル                         | Datenshi Dabriel                                      | —                      | 2011.03              | 2011.09              | Mamma Jolly          | —                 |
| 074    | カタリベのりすと                           | Kataribe no list                                      | —                      | 2011.03              | —                    | Izuco Fujiya         | —                 |
| 075    | まがつき                                   | Maga tsuki                                            | —                      | 2011.04              | —                    | Hoshino Taguchi      | —                 |
| 076    | UZSHI-ウツシ-                              | Uzshi                                                 | —                      | 2011.05              | 2011.12              | Ayako Matsuda        | —                 |
| 077    | 永遠図書館                                 | Eien toshokan                                         | —                      | 2011.05              | 2012.12              | Haruhito Akahoshi    | —                 |
| 078    | 妖怪アパートの幽雅な日常                   | Yōkai apato no yūga na nichijō                        | —                      | 2011.07              | —                    | Waka Miyama          | Hinowa Kūduki     |
| 079    | セイクリッドセブン                         | Sacred Seven                                          | —                      | 2011.09              | 2012.10              | Kyūtarū Azuma        | Hajime Yatate     |
| 080    | チロリン堂の夏休み                         | Chirorin dō no natsuyasumi                            | —                      | 2011.09              | —                    | Uo Ookami            | —                 |
| 076 c  | んんん                                     | zzzzz                                                 | 2012                   | 2012.00              | 2012.00              | zzzzz                | zzzzz             |
| 081    | まおゆう魔王勇者 外伝 まどろみの女魔法使い | Maoyū maō yūsha gaiden – Madoromi no onna mahō tsukai | —                      | 2012.01              | —                    | Taiki Kawakami       | Mamare Tōno       |
| 082    | セクシャル・ハンター・ライオット           | Sexual Hunter Riot                                    | —                      | 2012.02              | —                    | Shichisei Orion      | Toshihiko Tsukiji |
| 083    | そんな運命リテイクで!                      | Sonna unmei retake de!                                | —                      | 2012.03              | 2012.05              | Keisuke Motoe        | —                 |
| 084    | 南Q阿伝                                    | Naqua-den                                             | —                      | 2012.04              | —                    | Yasunori Mitsunaga   | —                 |
| 085    | 小国のアルタイルさん                       | Small Country Altair-san                              | —                      | 2012.06              | —                    | Shina Soga           | Kotono Katū       |
| 086    | 生徒会探偵キリカ                           | Seitokai tantei kirika                                | —                      | 2012.06              | —                    | Yui                  | Hikaru Sugī       |
| 087    | デビルサバイバー                           | Devil Survivor                                        | —                      | 2012.07              | —                    | Satoru Matsuba       | Atlus             |
| 088    | 氷結鏡界のエデン                           | Hyōketsu kyōkai no eden                               | —                      | 2012.08              | —                    | Yūki Kimura          | Kei Sazane        |
| 089    | アルクアイネ-サンバベッジ妖精譚-           | Arukuaine – Sanba pejji yōseitan                      | —                      | 2012.10              | —                    | Konori Minosaki      | —                 |
| 090    | みならい女神 プルプルんシャルム            | Minarai megami purupurn sharumu                       | —                      | 2012.11              | —                    | K Dani L             | Ryū Jikū          |
| 086 c  | んんん                                     | zzzzz                                                 | 2013                   | 2013.00              | 2013.00              | zzzzz                | zzzzz             |
| 091    | 2×BONE                                     | 2 x Bone                                              | —                      | 2013.01              | —                    | Kūshiro Shimizu      | —                 |
| 996 01 | んんん                                     | zzzzz                                                 | En cours               | 9996.01              | 9996.1968 00         | zzzzz                | zzzzz             |
| 997 01 | 00000                                      | 00000                                                 | 0-9                    | 9997.01              | 9997.01              | 00000                | 00000             |
| 998 01 | あ                                         | zzzzz                                                 | あ à お                | 9998.01              | 9998.01              | zzzzz                | zzzzz             |
| 998 02 | か                                         | zzzzz                                                 | か à こ                | 9998.02              | 9998.02              | zzzzz                | zzzzz             |
| 998 03 | さ                                         | zzzzz                                                 | さ à そ                | 9998.03              | 9998.03              | zzzzz                | zzzzz             |
| 998 04 | た                                         | zzzzz                                                 | た à と                | 9998.04              | 9998.04              | zzzzz                | zzzzz             |
| 998 05 | な                                         | zzzzz                                                 | な à の                | 9998.05              | 9998.05              | zzzzz                | zzzzz             |
| 998 06 | は                                         | zzzzz                                                 | は à ほ                | 9998.06              | 9998.06              | zzzzz                | zzzzz             |
| 998 07 | ま                                         | zzzzz                                                 | ま à も                | 9998.07              | 9998.07              | zzzzz                | zzzzz             |
| 998 08 | や                                         | zzzzz                                                 | や à よ                | 9998.08              | 9998.08              | zzzzz                | zzzzz             |
| 998 09 | ら                                         | zzzzz                                                 | ら à ろ                | 9998.09              | 9998.09              | zzzzz                | zzzzz             |
| 998 10 | わ                                         | zzzzz                                                 | わ à を                | 9998.10              | 9998.10              | zzzzz                | zzzzz             |
| 998 11 | ん                                         | zzzzz                                                 | ん                     | 9998.11              | 9998.11              | zzzzz                | zzzzz             |
| 999 01 | んんん                                     | A                                                     | A                      | 9999.01              | 9999.01              | A                    | A                 |
| 999 02 | んんん                                     | B                                                     | B                      | 9999.02              | 9999.02              | B                    | B                 |
| 999 03 | んんん                                     | C                                                     | C                      | 9999.03              | 9999.03              | C                    | C                 |
| 999 04 | んんん                                     | D                                                     | D                      | 9999.04              | 9999.04              | D                    | D                 |
| 999 05 | んんん                                     | E                                                     | E                      | 9999.05              | 9999.05              | E                    | E                 |
| 999 06 | んんん                                     | F                                                     | F                      | 9999.06              | 9999.06              | F                    | F                 |
| 999 07 | んんん                                     | G                                                     | G                      | 9999.07              | 9999.07              | G                    | G                 |
| 999 08 | んんん                                     | H                                                     | H                      | 9999.08              | 9999.08              | H                    | H                 |
| 999 09 | んんん                                     | I                                                     | I                      | 9999.09              | 9999.09              | I                    | I                 |
| 999 10 | んんん                                     | J                                                     | J                      | 9999.10              | 9999.10              | J                    | J                 |
| 999 11 | んんん                                     | K                                                     | K                      | 9999.11              | 9999.11              | K                    | K                 |
| 999 12 | んんん                                     | L                                                     | L                      | 9999.12              | 9999.12              | L                    | L                 |
| 999 13 | んんん                                     | M                                                     | M                      | 9999.13              | 9999.13              | M                    | M                 |
| 999 14 | んんん                                     | N                                                     | N                      | 9999.14              | 9999.14              | N                    | N                 |
| 999 15 | んんん                                     | O                                                     | O                      | 9999.15              | 9999.15              | O                    | O                 |
| 999 16 | んんん                                     | P                                                     | P                      | 9999.16              | 9999.16              | P                    | P                 |
| 999 17 | んんん                                     | Q                                                     | Q                      | 9999.17              | 9999.17              | Q                    | Q                 |
| 999 18 | んんん                                     | R                                                     | R                      | 9999.18              | 9999.18              | R                    | R                 |
| 999 19 | んんん                                     | S                                                     | S                      | 9999.19              | 9999.19              | S                    | S                 |
| 999 20 | んんん                                     | T                                                     | T                      | 9999.20              | 9999.20              | T                    | T                 |
| 999 21 | んんん                                     | U                                                     | U                      | 9999.21              | 9999.21              | U                    | U                 |
| 999 22 | んんん                                     | V                                                     | V                      | 9999.22              | 9999.22              | V                    | V                 |
| 999 23 | んんん                                     | W                                                     | W                      | 9999.23              | 9999.23              | W                    | W                 |
| 999 24 | んんん                                     | X                                                     | X                      | 9999.24              | 9999.24              | X                    | X                 |
| 999 25 | んんん                                     | Y                                                     | Y                      | 9999.25              | 9999.25              | Y                    | Y                 |
| 999 26 | んんん                                     | Z                                                     | Z                      | 9999.26              | 9999.26              | Z                    | Z                 |